# Entoloma olivaceostipitatum
Entoloma olivaceostipitatum är en svampart som tillhör divisionen basidiesvampar, och som beskrevs av Erhard Ludwig och Karlsson. Entoloma olivaceostipitatum ingår i släktet Entoloma, och familjen Entolomataceae. Arten är reproducerande i Sverige.